# Steve Cullen
Steve Cullen (...) è un astronomo amatoriale statunitense, di professione imprenditore.
Il Minor Planet Center lo accredita per la scoperta dell'asteroide 330934 Natevanwey, effettuata il 26 settembre 2009.